# یواس‌اس اواچیتا کانتی (ال‌اس‌تی-۱۰۷۱)
یواس‌اس اواچیتا کانتی (ال‌اس‌تی-۱۰۷۱) (به انگلیسی: USS Ouachita County (LST-1071)) یک کشتی بود که طول آن ۳۲۸ فوت (۱۰۰ متر) بود. این کشتی در سال ۱۹۴۵ ساخته شد.